# Marion (Illinois)
Marion je grad u američkoj saveznoj državi Ilinois. Prema popisu stanovništva iz 2010. u njemu je živjelo 17.193 stanovnika.